# Yokohama Flügels 1994
Questa voce raccoglie le informazioni riguardanti lo Yokohama Flügels nelle competizioni ufficiali della stagione 1994.

## Stagione
Nel corso della stagione 1994 lo Yokohama Flügels confermò le proprie prestazioni nelle competizioni nazionali (si classificò nelle posizioni intermedie della classifica della J. League e disputò le fasi finali della Coppa dell'Imperatore, arrivando fino ai quarti di finale), ottenendo i migliori risultati in Coppa delle Coppe asiatica dove si impose sconfiggendo gli emiratini dell'Al Shabab.

## Rosa
| N. |                      | Ruolo | Calciatore         |
| -- | -------------------- | ----- | ------------------ |
| -  | Giappone (bandiera)  | P     | Ryūji Ishizue      |
| -  | Giappone (bandiera)  | P     | Masahiko Nakagawa  |
| -  | Giappone (bandiera)  | P     | Hiroshi Sato       |
| -  | Giappone (bandiera)  | P     | Atsuhiko Mori      |
| -  | Giappone (bandiera)  | D     | Atsuhiro Iwai      |
| -  | Giappone (bandiera)  | D     | Nobuyuki Oishi     |
| -  | Giappone (bandiera)  | D     | Nobuo Maruyama     |
| -  | Argentina (bandiera) | D     | Fernando Moner     |
| -  | Giappone (bandiera)  | D     | Naoto Ōtake        |
| -  | Giappone (bandiera)  | D     | Ippei Watanabe     |
| -  | Giappone (bandiera)  | D     | Norihiro Satsukawa |
| -  | Giappone (bandiera)  | D     | Ichizō Nakata      |
| -  | Giappone (bandiera)  | D     | Hiroki Azuma       |
| -  | Giappone (bandiera)  | D     | Masaaki Takada     |
| -  | Giappone (bandiera)  | C     | Motohiro Yamaguchi |
| -  | Giappone (bandiera)  | C     | Masakiyo Maezono   |
| -  | Brasile (bandiera)   | C     | Edu                |
| -  | Giappone (bandiera)  | C     | Akihiko Ichikawa   |
| -  | Giappone (bandiera)  | C     | Yoshiyuki Sakamoto |
| -  | Giappone (bandiera)  | C     | Takeo Harada       |

| N. |                     | Ruolo | Calciatore            |
| -- | ------------------- | ----- | --------------------- |
| -  | Brasile (bandiera)  | C     | Válber                |
| -  | Giappone (bandiera) | C     | Jun Naitō             |
| -  | Giappone (bandiera) | C     | Hideki Katsura        |
| -  | Giappone (bandiera) | C     | Atsuhiro Miura        |
| -  | Giappone (bandiera) | A     | Takashi Uemura        |
| -  | Giappone (bandiera) | A     | Tomohiro Irie         |
| -  | Giappone (bandiera) | A     | Hideki Yoshioka       |
| -  | Giappone (bandiera) | A     | Ryō Adachi            |
| -  | Giappone (bandiera) | A     | Takashi Kawamura      |
| -  | Giappone (bandiera) | A     | Osamu Maeda           |
| -  | Giappone (bandiera) | A     | Shuji Kusano          |
| -  | Giappone (bandiera) | A     | Makoto Segawa         |
| -  | Giappone (bandiera) | A     | Hideaki Kaetsu        |
| -  | Giappone (bandiera) | A     | Satoru Ogata          |
| -  | Brasile (bandiera)  | A     | Aldrovani Menon       |
| -  | Giappone (bandiera) | A     | Satoshi Yoneyama      |
| -  | Giappone (bandiera) | A     | Seiichiro Okuno       |
| -  | Paraguay (bandiera) | A     | Raúl Vicente Amarilla |
| -  | Giappone (bandiera) | A     | Hiroki Hattori        |

## Statistiche

### Statistiche di squadra
| Competizione           | Punti | Totale | Totale | Totale | Totale | Totale | Totale | DR  |
| Competizione           | Punti | G      | V      | N      | P      | Gf     | Gs     | DR  |
| ---------------------- | ----- | ------ | ------ | ------ | ------ | ------ | ------ | --- |
| J. League              | -     | 44     | 22     | -      | 22     | 67     | 60     | +7  |
| Coppa Yamazaki Nabisco | -     | 2      | 1      | 0      | 1      | 1      | 2      | -1  |
| Coppa dell'Imperatore  | -     | 5      | 5      | 0      | 0      | 18     | 8      | +10 |
| Coppa delle Coppe AFC  | -     | 4      | 3      | 0      | 1      | 10     | 6      | +4  |
| Totale                 | -     | 55     | 31     | 0      | 24     | 96     | 76     | +20 |

### Statistiche dei giocatori
| Giocatore | J. League | J. League | Coppa dell'Imperatore | Coppa dell'Imperatore | Coppa di Lega | Coppa di Lega | Totale   | Totale |
| Giocatore | Presenze  | Reti      | Presenze              | Reti                  | Presenze      | Reti          | Presenze | Reti   |
| --------- | --------- | --------- | --------------------- | --------------------- | ------------- | ------------- | -------- | ------ |
| Aldrovani | 6         | 2         | 2                     | 1                     | 1             | -             | 9        | 3      |
| Amarilla  | 19        | 12        | -                     | -                     | -             | -             | 19       | 12     |
| Azuma     | 7         | -         | -                     | -                     | -             | -             | 7        | -      |
| Edu       | 7         | -         | -                     | -                     | 2             | -             | 9        | -      |
| Harada    | 32        | 11        | 2                     | -                     | 1             | -             | 35       | 11     |
| Hattori   | 26        | 1         | 1                     | -                     | 2             | -             | 29       | 1      |
| Iwai      | 38        | -         | 2                     | -                     | -             | -             | 40       | -      |
| Katsura   | 23        | 2         | 2                     | -                     | 1             | -             | 26       | 2      |
| Kusano    | 1         | -         | -                     | -                     | -             | -             | 1        | -      |
| Maeda     | 39        | 12        | 2                     | -                     | 2             | -             | 43       | 12     |
| Maezono   | 38        | 2         | 2                     | -                     | 2             | -             | 42       | 2      |
| Moner     | 31        | -         | 2                     | -                     | 2             | -             | 35       | -      |
| Mori      | 37        | -         | 2                     | -                     | 1             | -             | 40       | -      |
| Naito     | 1         | -         | -                     | -                     | -             | -             | 1        | -      |
| Nakata    | 14        | -         | -                     | -                     | -             | -             | 14       | -      |
| Oishi     | 1         | -         | -                     | -                     | -             | -             | 1        | -      |
| Otake     | 40        | 1         | 2                     | -                     | 2             | -             | 44       | 1      |
| Satsukawa | 35        | -         | 2                     | -                     | 2             | -             | 39       | -      |
| Takada    | 26        | -         | 1                     | -                     | -             | -             | 27       | -      |
| Uemura    | 1         | -         | -                     | -                     | -             | -             | 1        | -      |
| Válber    | 32        | 11        | 2                     | -                     | 1             | -             | 35       | 11     |
| Watanabe  | 16        | 1         | -                     | -                     | 2             | 1             | 18       | 2      |
| Yamaguchi | 34        | 2         | 2                     | -                     | 1             | -             | 37       | 2      |
| Yoshioka  | 7         | 1         | -                     | -                     | -             | -             | 7        | 1      |